# Казе Багати (Ређо Емилија)
Казе Багати је насеље у Италији у округу Ређо Емилија, региону Емилија-Ромања.
Према процени из 2011. у насељу је живело 104 становника. Насеље се налази на надморској висини од 987 м.